# 航技研 フライングテストベッド
航技研 フライングテストベッド
- 用途：実験用航空機
- 分類：垂直離着陸機
- 設計者：武田峻ほか計17名[1]
- 製造者：富士重工業
- 運用者：航空宇宙技術研究所
- 初飛行：1969年12月15日
- 生産数：1機
- 退役：1971年6月21日
- 運用状況：退役

フライングテストベッドは、日本の航空宇宙技術研究所（航技研 / NAL・現宇宙航空研究開発機構）が開発・運用した実験用の垂直離着陸機（VTOL機）。機体名は「FTB」と略されるほか、中黒を用いてフライング・テスト・ベッドと表記されることもある。

## 経緯
総理府航空技術審議会で1961年（昭和36年）12月に行われた答申にて、日本における垂直/短距離離着陸機（V/STOL機）の試作開発が近い将来の目標として挙げられたことを受け、航技研は翌1962年（昭和37年）2月に所長の諮問機関として「V/STOL委員会」を設置。V/STOL委員会が設定したV/STOL機についての年次計画の中で、1965年（昭和40年）以降に研究される第2段階の一環として、VTOL・ホバリングの研究に用いるFTBの試作が予定された。
FTBの研究は、1964年（昭和39年）に行われた安定操縦性の基礎研究をもって具体的に着手され、1965年4月には武田峻を班長としてV/STOL委員会内にVTOL班が設置されるとともに、研究期間を約5年間と見据えて同年より本格的な試作研究を開始。リフトジェット形式のVTOL機の可能性を計る一般研究を第一目標、実用性に関する研究を第二目標として定めた。1965年中には富士重工業と三菱重工業の提案書が比較検討された上で、富士案が選定・受注に至っている。開発には富士と三菱のほかに、機体本体には石川島播磨重工業、日本航空電子工業、日本電気が、各種付帯設備にはこれに加えて飛鳥建設、大林組、高砂製作所、東北地方建設局、間組、ヤンマーディーゼル、大和製衡が関わっている。
1967年（昭和42年）6月に行われたV/STOL委員会の新型航空機部への再編を経て、FTB本体は1968年（昭和43年）3月に完成し、富士から航技研へ納入の後、航技研角田支所へと搬入された。同年6月には角田支所の野外試験場で第1次地上固定試験を実施し、引き続き地上固定試験と拘束実験を重ねた。機体特性や信頼性の確認、パイロットの慣熟が十分なされたとの判断が下った第5次実験（ホバー実験）の途中より拘束実験から飛行実験へと切り替え、1969年（昭和44年）12月15日に初飛行となる第1次飛行実験に挑み、成功させた。これは、日本におけるVTOL飛行としては最初のものとなった。
第5次実験内では操舵感覚・システム特性の把握を目的として、1969年12月18日までに5回の自由飛行を実施した。続いて、ホバリング時の運動特性検証を目的とした第6次実験を1971年（昭和46年）6月13日から6月21日にかけて行い、拘束実験場での遠隔および搭乗操作によるタイダウン実験として計10回、自由飛行によるホバー・タクシー実験としてさらに10回の飛行を行っている。第6次実験に基づいて飛行性の総合評価がなされ、これを最後に計画は終了した。自由飛行の総時間は58分51秒だった。
実験終了後、FTBはエンジンと電子機器の一部を取り外した上で国立科学博物館に移管され、取り外された部品をモックアップに置き換えた上で屋外展示された。1992年（平成4年）には開館準備中のかかみがはら航空宇宙博物館へ無償譲渡され、各所で保管されていたオリジナルの部品の再装着、屋外展示などで劣化した箇所の修復などを1995年（平成7年）1月から富士で行った上で、同年6月に開館前のかかみがはら航空宇宙博物館へと搬入された。以後、現在まで同館にて収蔵・展示されている。
FTBによる実験を踏まえた次段階として、遷移飛行が可能なVTOL実験機の開発が計画されていたが、第1次オイルショックの影響を受けて中止された。その後、飛行機の騒音が社会問題化する中で、発する騒音の激しさが問題視されたためにVTOL機の研究自体が取り止められ、FTBによる研究成果を引き継ぎ代わって開発が始まったSTOL実験機「飛鳥」では、エンジンの低騒音化が図られている。また、富士ではFTB開発で培った自動安定装置（ASE）や自動飛行制御技術をB-65VSRAの開発時に応用しており、技術的な系譜はさらに後のT-2CCVなどへと繋がっている。

## 機体
機体は、中央部から前後左右にフレームが伸びた十字型の平面形を持ち、外板や風防、キャビンなどは備えず、中央部ではクロムモリブデン鋼製、前後左右フレームではアルミニウム合金製のトラス構造の骨組が剥き出しになっている。中央部にはエンジン
、補助動力装置、操縦席、ASE、円筒形燃料タンクといった燃料系統、油圧系統、テレメータ装置などが重量物としてまとめられている。また、前脚式の着陸脚も中央部に接続される。
用いるリフトエンジンは、JR100系のターボジェットリフトエンジンのうち、FTBでの使用に適した形へ改設計された「JR100F」で、これを2基、前後に5度傾けた状態で下向きに搭載している。推進用のエンジンは持たず、水平飛行は機体自体を傾け、リフトエンジンの噴射方向に水平成分を与えて行う。
姿勢制御は、前後左右のフレーム端部に設けられた空気ジェットノズルの噴出方向・開口面積の操作によって行われ、うち前後のノズルがピッチ・ヨー兼用、左右のノズルがロール用として機能する。これらのノズルは、エンジン圧縮機から送られる抽気によって稼動する。なお、安定性を優先して操縦性は重視しないという設計方針が取られていたが、姿勢制御はヘリコプターよりも易しい旨の評価がテストパイロットよりなされている。操縦席のレイアウトなどはヘリコプターに準じたものが採用された。
その他の特徴的な装備として、空力による安定が期待できない点を補うべく、姿勢・位置および高度の制御のためにそれぞれに対応したASEを、翼や舵面などを持たないために故障の致命性が高い点に対処すべく、エンジンやASEへの二重系の採用といった機能補償システムを備えている。また、機首にはパイロットが目測で高度を測るための目安となる前方目標が取り付けられている。
FTB本体と併せて、推力測定台、高度制御拘束実験設備、姿勢制御拘束実験設備、タイダウン装置といった飛行実験の前段階で使用する拘束実験設備や、JR100Fエンジンの始動に必要な圧縮空気を供給する地上空気源をはじめとする地上支援設備も各種が準備されていた。
なお、かかみがはら航空宇宙博物館での展示に際して、オリジナルの部品が失われていたASE、前方目標、操縦席のシートなどはモックアップや複製品に置き換えられている他、エンジンのうち1基はすでに石川島播磨のエンジン資料館にて単体で展示されていたため、航技研原動機部が別に保管していた「JR100H」あるいは「JR100P」を改修したものに付け替えられている。

## 諸元
出典：「フライングテストベッドの計画 ─本体のシステムデザイン─」 11頁、「フライングテストベッド（FTB）について」 18頁、「航技研─フライング・テスト・ベッド」 42頁。
- 全長：約10 m
- 全幅：約7 m
- 全高：約3 m
- 空虚重量：約1,282 kg
- 最大全備重量：約1,840 kg[12][43]あるいは2,050 kg[23]
- エンジン：航技研 JR100F ターボジェット（推力：最大約1,227 kg） × 2
- 運用高度制限：約10 m
- 最大滞空時間：約10分
- 乗員：1名